# Хамптон (Айова)
Хамптон (англ. Hampton) — город и административный центр в округе Франклин в штате Айова в Соединённых Штатах Америки.
Согласно результатам переписи населения США, проведённой в 2020 году, число жителей города составляло 4337 человек, что, для такого небольшого населённого пункта, существенно больше (− 2.8%), чем было во время предыдущей переписи прошедшей в 2010 году (4461 человек).

## История
Хамптон был основан в 1856 году и назван в честь одноимённого города в штате Нью-Гэмпшир. Быстрый рост города был связан с его расположением на ключевых транспортных путях северной Айовы и избранием его столицей округа Франклин.

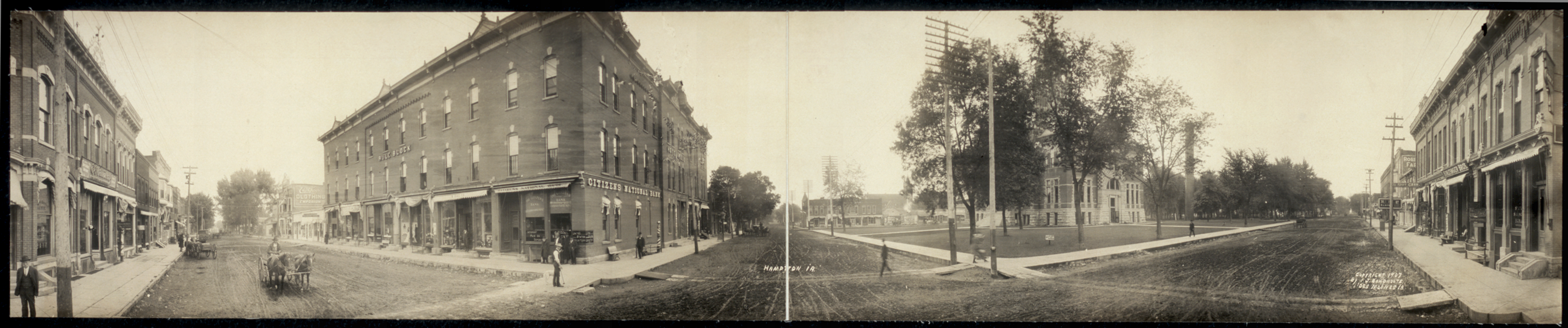
Хамптон в 1907

Появление железной дороги в конце XIX века ещё более подхлестнуло экономическое развитие, стимулируя развитие торговли, промышленности и рост населения. Хамптон быстро превратился в региональный центр сельского хозяйства и торговли. В этот период был построен ряд значительных общественных зданий, включая здание окружного суда Франклина (строительство которого было завершено в 1891 году), что отражало гражданскую гордость и процветание города.

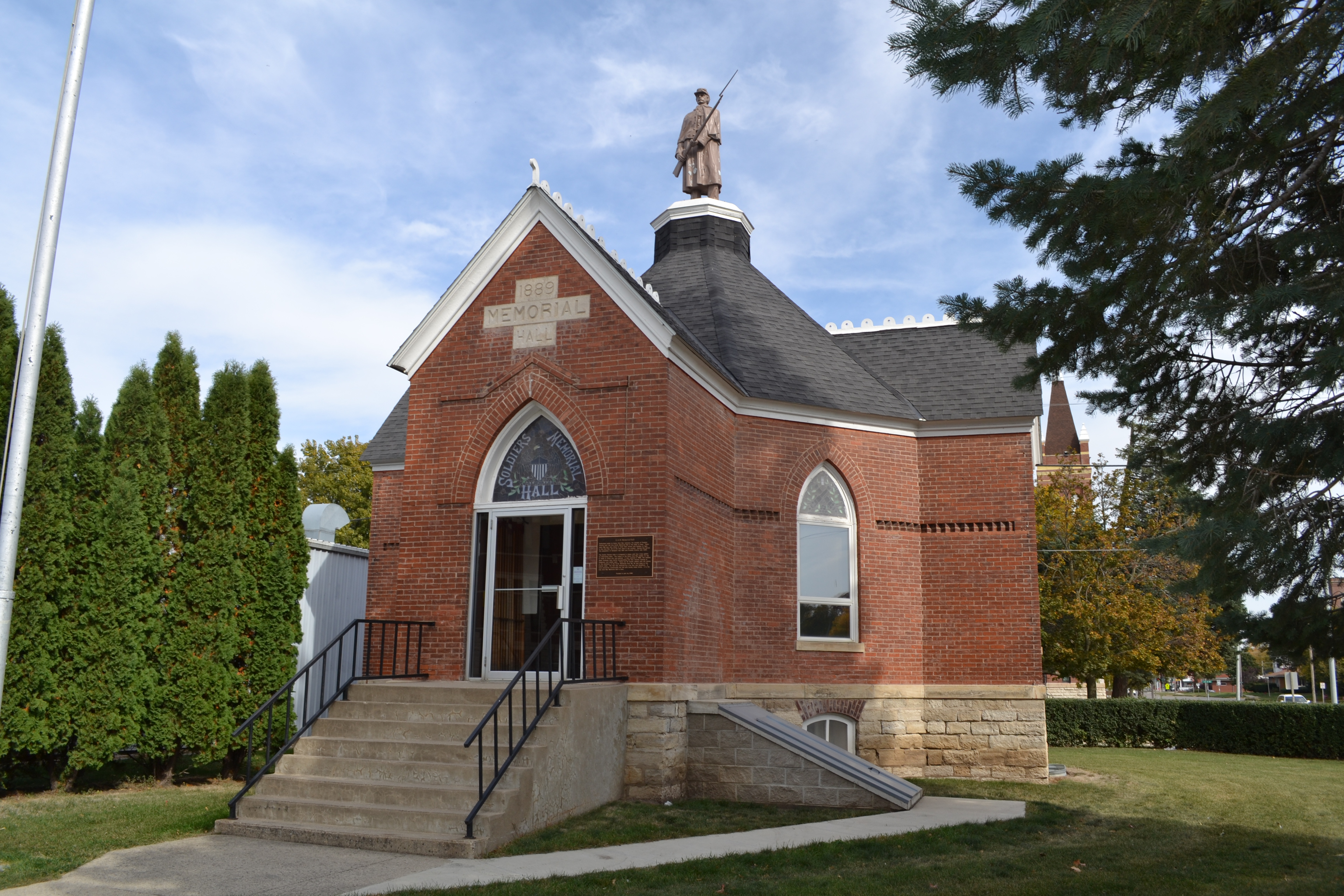
Мемориальный зал солдат (Франклин)

В 1890 году в Хамптоне был построен Мемориальный зал солдат в память о погибших на поле боя в ходе Гражданской войны в США. В 1991 году зал был отдельно внесён в Национальный реестр исторических мест США.
На протяжении XX века Хэмптон продолжал развиваться, сохраняя свою самобытность как небольшого, но активного сообщества. Город стал известен своим хорошо сохранившимся историческим центром и проведением местных мероприятий, таких как ярмарка округа Франклин, которая по-прежнему является ярким событием в жизни города.

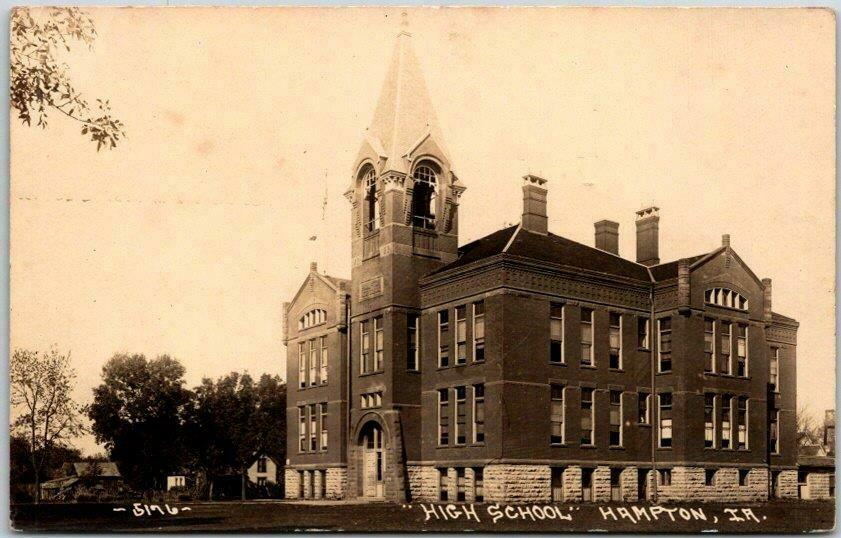
1914 год

В последние десятилетия руководство города уделяло особое внимание возрождению города, сохранению исторического наследия и развитию местных сообществ, направленным на содействие экономической устойчивости и культурному развитию. Все эти меры существенно поспособствовали развитию туристической сферы и сферы услуг. Так, например,  бывшая окружная тюрьма XIX века в Хамптоне (англ. Franklin County Historic Jail) теперь функционирует как историческое место, предлагающее захватывающий опыт тюремного заключения. С 2016 года в этом учреждении проводится добровольная программа ролевых игр (квестов), позволяющая участникам пройти имитацию ареста и заключения, основанную на исторических документах. Программа привлекает посетителей со всех уголков США и мира, сочетая элементы исторической реконструкции с практическим обучением по выживанию в экстремальных условиях.

## География

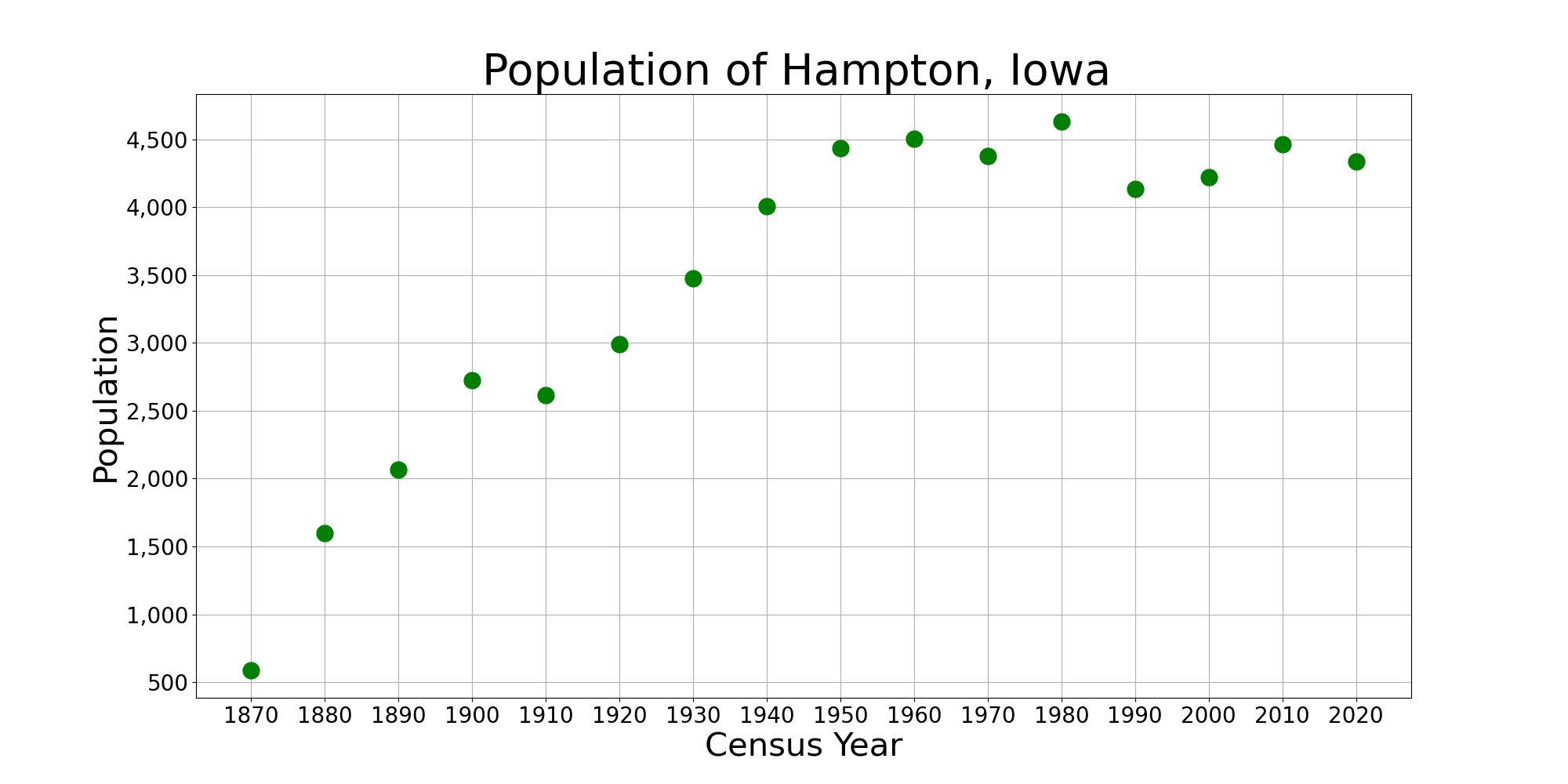
График численности населения

По данным Бюро переписи населения США, общая площадь города Хамптон составляет 4,43 квадратных мили (11,47 км²) и всю эту территорию занимает суша.

## Климат
Согласно данным представленным Национальной метеорологической службой США в городе Хамптоне влажный континентальный климат с жарким летом, сокращённо обозначаемый на климатических картах, согласно классификации климатов Кёппена, аббревиатурой «DFA».